# Großer Preis von Italien 1953
Der Große Preis von Italien 1953 (offiziell XXIV Gran Premio d’Italia) fand am 13. September auf dem Autodromo Nazionale di Monza in Monza statt und war das neunte und letzte Rennen der Automobil-Weltmeisterschaft 1953.

## Bericht

### Hintergrund
Nach dem Großen Preis von Deutschland stand Alberto Ascari bereits als Weltmeister fest. Nach dem Großen Preis der Schweiz führte er in der Fahrerwertung mit 9,5 Punkten vor Giuseppe Farina und mit 14 Punkten vor Juan Manuel Fangio.
Ferrari brachte zwei Prototypen vom Typ Ferrari 553 Squalo, die für die Saison 1954 vorgesehen waren, mit zum Rennen. Ascari bevorzugte jedoch den alten Typ 500. So wurden die beiden neuen Fahrzeuge von den neben der Stammbesetzung (Ascari, Farina, Luigi Villoresi und Mike Hawthorn) gemeldeten Umberto Maglioli und Piero Carini gefahren. Maserati vergab das vierte Cockpit des immer noch verletzten José Froilán González an die beiden Debütanten Sergio Mantovani und Luigi Musso, die sich das Rennen aufteilten. Die anderen Fahrzeuge steuerten wie gewohnt Fangio, Onofre Marimón und Felice Bonetto. Die britischen Teams von Connaught und H.W.M. waren mit jeweils drei Fahrzeugen gemeldet. Cooper meldete ein Fahrzeug mit Alta-Motor für Stirling Moss. Der neue Alta-Motor war auf der Geraden schneller als die Ferrari, der Wagen hatte jedoch deutliche Schwächen bei Fahrwerk und Bremsen. Ergänzt wurde das 30 Fahrer umfassende Feld von zahlreichen privaten Nennungen.
Mit Ascari (dreimal) und Farina (einmal) traten zwei ehemalige Sieger zu diesem Grand Prix an.

### Training

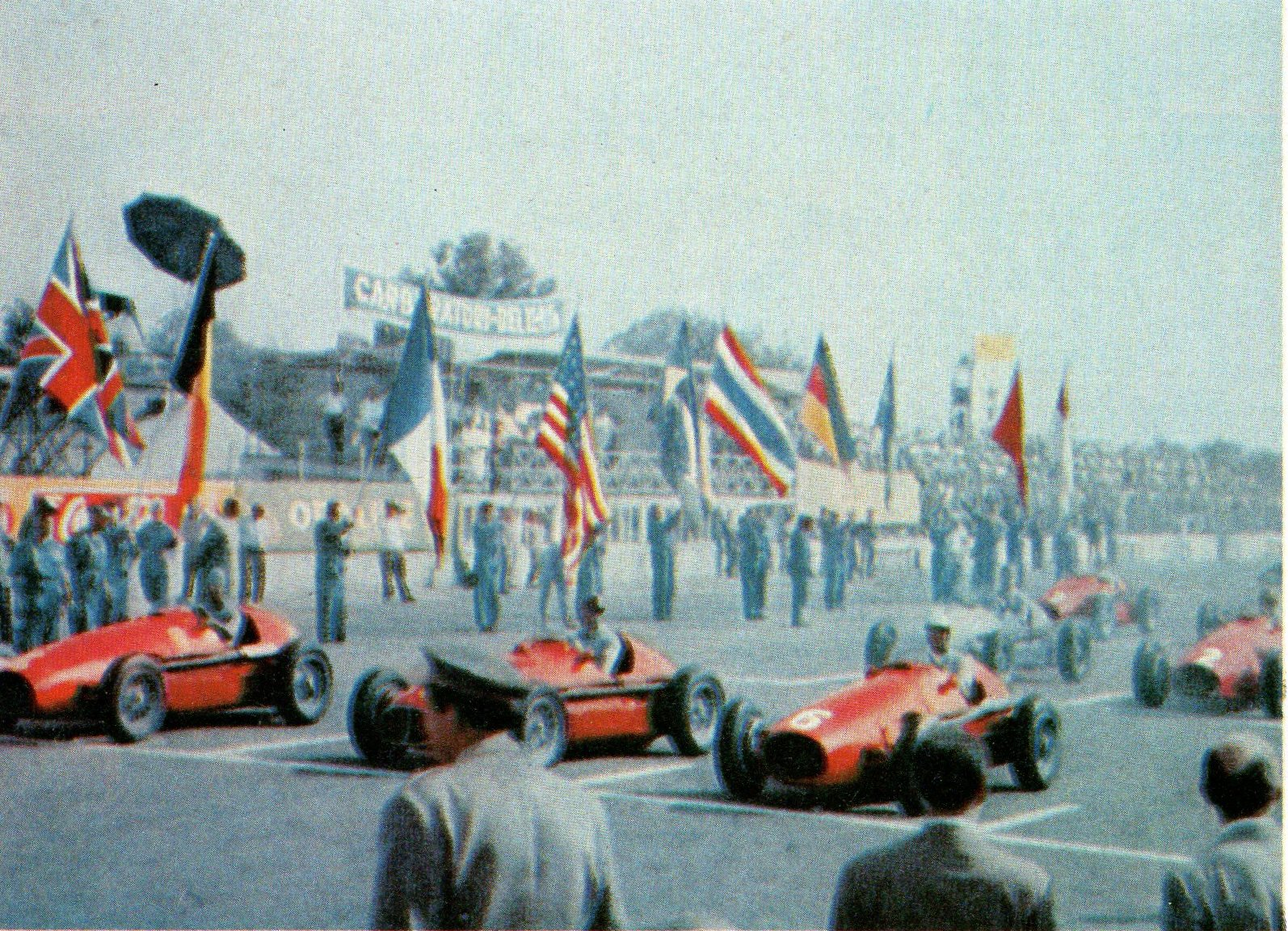
Start zum Großen Preis von Italien 1953

Ascari erreichte im Ferrari die Pole-Position mit einer halben Sekunde Vorsprung auf Fangio im Maserati und seinem Teamkollegen Farina. Marimón, Villoresi und Hawthorn bildeten die zweite Reihe.

### Rennen
Ascari nutzte seine Pole-Position für einen guten Start und ging sofort in Führung, allerdings wurde er schon in der ersten Runde hart von Marimón bedrängt. Fangio und Farina folgten dichtauf. In den folgenden Runden entwickelte sich unter diesen vier Fahrern ein harter Kampf, bei dem mal der eine, mal der andere vorn lag. Moss war unterdessen an das Ende des Feldes zurückgefallen, weil er annahm, sein Fahrzeug hätte ein Ölleck; es entpuppte sich jedoch nur als ein Überlaufen überschüssigen Öls. Weiter hinten im Feld entwickelte sich ein ähnlich spannender Kampf zwischen Villoresi, Hawthorn und Maurice Trintignant.
Der Kampf der Führenden dauerte bis in die 46. Runde, als sich Marimón mit einem defekten Ölkühler an den Boxen meldete, eine Runde verlor, sich aber wieder in die Kampfgruppe eingliederte. Die Gruppe blieb bis in die letzte Kurve zusammen. Dort verlor Ascari die Kontrolle über sein Fahrzeug und drehte sich. Ursache für den Unfall war wahrscheinlich, dass er einem Pulk überrundeter Fahrer ausweichen musste und auf den durch Gummiabrieb schmierigen Teil der Strecke kam. Farina konnte noch ins Gras ausweichen, Marimón hatte jedoch keine Chance auszuweichen und traf den Ferrari an der Seite. Beide Fahrer blieben unverletzt. Fangio konnte dem Unfall auf der Innenseite der Fahrbahn entgehen und erzielte so seinen ersten Sieg in einem Weltmeisterschaftslauf 1953. Farina wurde Zweiter, Villoresi Dritter. Aufgrund der damals gültigen Regelung, dass ein Fahrzeug, das klassiert werden sollte, auch das Ziel erreicht haben musste, wurde Ascari nicht als Dritter, sondern als Ausfall geführt.

## Meldeliste
| Team                      | Nr. | Fahrer                  | Chassis            | Motor           | Reifen |
| ------------------------- | --- | ----------------------- | ------------------ | --------------- | ------ |
| Scuderia Ferrari          | 02  | Luigi Villoresi         | Ferrari 500        | Ferrari 2.0 L4  | P      |
| Scuderia Ferrari          | 04  | Alberto Ascari          | Ferrari 500        | Ferrari 2.0 L4  | P      |
| Scuderia Ferrari          | 06  | Giuseppe Farina         | Ferrari 500        | Ferrari 2.0 L4  | P      |
| Scuderia Ferrari          | 08  | Mike Hawthorn           | Ferrari 500        | Ferrari 2.0 L4  | P      |
| Scuderia Ferrari          | 10  | Umberto Maglioli        | Ferrari 553 Squalo | Ferrari 2.0 L4  | P      |
| Scuderia Ferrari          | 12  | Piero Carini            | Ferrari 553 Squalo | Ferrari 2.0 L4  | P      |
| HWM                       | 14  | Lance Macklin           | HWM 53             | Alta 1.5        | D      |
| HWM                       | 16  | Yves Giraud-Cabantous   | HWM 53             | Alta 1.5        | D      |
| HWM                       | 18  | John Fitch              | HWM 53             | Alta 1.5        | D      |
| Connaught                 | 20  | Jack Fairman            | Connaught A        | Francis 2.0 L4  | D      |
| Connaught                 | 22  | Roy Salvadori           | Connaught A        | Francis 2.0 L4  | D      |
| Connaught                 | 24  | Kenneth McAlpine        | Connaught A        | Francis 2.0 L4  | D      |
| Ecurie Belge              | 26  | Johnny Claes            | Connaught A        | Francis 2.0 L4  | E      |
| Cooper                    | 28  | Stirling Moss           | Cooper T24         | Alta 1.5        | D      |
| Ken Wharton               | 30  | Ken Wharton             | Cooper T23         | Bristol 2.0 L6  | D      |
| Louis Chiron              | 32  | Louis Chiron            | OSCA 20            | OSCA            | P      |
| OSCA Automobili           | 34  | Élie Bayol              | OSCA 20            | OSCA            | P      |
| Equipe Gordini            | 36  | Maurice Trintignant     | Gordini T16 (1952) | Gordini 2.0 L6  | E      |
| Equipe Gordini            | 38  | Harry Schell            | Gordini T16 (1952) | Gordini 2.0 L6  | E      |
| Equipe Gordini            | 40  | Roberto Mieres          | Gordini T16 (1952) | Gordini 2.0 L6  | E      |
| Scuderia Milano           | 42  | Francisco Landi         | Maserati A6GCM     | Maserati 2.0 L6 | P      |
| Scuderia Milano           | 44  | Prinz Bira              | Maserati A6GCM     | Maserati 2.0 L6 | P      |
| Equipe Anglaise           | 45  | Alan Brown              | Cooper T23         | Bristol 2.0 L6  | D      |
| Hans Stuck                | 48  | Hans Stuck              | A.F.M. Typ 50      | Bristol 2.0 L6  | D      |
| Officine Alfieri Maserati | 50  | Juan Manuel Fangio      | Maserati A6SSG     | Maserati 2.0 L6 | P      |
| Officine Alfieri Maserati | 52  | Felice Bonetto          | Maserati A6SSG     | Maserati 2.0 L6 | P      |
| Officine Alfieri Maserati | 54  | Onofre Marimón          | Maserati A6SSG     | Maserati 2.0 L6 | P      |
| Officine Alfieri Maserati | 56  | Sergio Mantovani        | Maserati A6SSG     | Maserati 2.0 L6 | P      |
| Officine Alfieri Maserati | 56  | Luigi Musso             | Maserati A6SSG     | Maserati 2.0 L6 | P      |
| Emmanuel de Graffenried   | 58  | Emmanuel de Graffenried | Maserati A6SSG     | Maserati 2.0 L6 | P      |
| Ecurie Rosier             | 64  | Louis Rosier            | Ferrari 500        | Ferrari 2.0 L4  | D      |

## Klassifikation

### Qualifying
| Pos. | Fahrer                  | Konstrukteur | Zeit   | Startreihe |
| ---- | ----------------------- | ------------ | ------ | ---------- |
| 01   | Alberto Ascari          | Ferrari      | 2:02,7 | 1 R        |
| 02   | Juan Manuel Fangio      | Maserati     | 2:03,2 | 1 M        |
| 03   | Giuseppe Farina         | Ferrari      | 2:03,9 | 1 L        |
| 04   | Onofre Marimón          | Maserati     | 2:04,1 | 2 R        |
| 05   | Luigi Villoresi         | Ferrari      | 2:04,6 | 2 M        |
| 06   | Mike Hawthorn           | Ferrari      | 2:04,9 | 2 L        |
| 07   | Felice Bonetto          | Maserati     | 2:05,1 | 3 R        |
| 08   | Maurice Trintignant     | Gordini      | 2:05,7 | 3 M        |
| 09   | Emmanuel de Graffenried | Maserati     | 2:05,9 | 3 L        |
| 10   | Stirling Moss           | Cooper       | 2:06,6 | 4 R        |
| 11   | Umberto Maglioli        | Ferrari      | 2:06,9 | 4 M        |
| 12   | Sergio Mantovani        | Maserati     | 2:07,5 | 4 L        |
| 13   | Élie Bayol              | OSCA         | 2:07,8 | 5 R        |
| 14   | Roy Salvadori           | Connaught    | 2:08,0 | 5 M        |
| 15   | Harry Schell            | Gordini      | 2:08,0 | 5 L        |
| 16   | Roberto Mieres          | Gordini      | 2:08,7 | 6 R        |
| 17   | Louis Rosier            | Ferrari      | 2:09,3 | 6 M        |
| 18   | Kenneth McAlpine        | Connaught    | 2:09,5 | 6 L        |
| 19   | Ken Wharton             | Cooper       | 2:10,1 | 7 R        |
| 20   | Piero Carini            | Ferrari      | 2:11,2 | 7 M        |
| 21   | Francisco Landi         | Maserati     | 2:12,8 | 7 L        |
| 22   | Jack Fairman            | Connaught    | 2:13,5 | 8 R        |
| 23   | Prinz Bira              | Maserati     | 2:13,6 | 8 M        |
| 24   | Alan Brown              | Cooper       | 2:14,8 | 8 L        |
| 25   | Louis Chiron            | OSCA         | 2:15,0 | 9 R        |
| 26   | John Fitch              | H.W.M.       | 2:18,1 | 9 M        |
| 27   | Lance Macklin           | H.W.M.       | 2:18,2 | 9 L        |
| 28   | Yves Giraud-Cabantous   | H.W.M.       | 2:20,8 | 10 R       |
| 29   | Hans Stuck              | A.F.M.       | 2:24,1 | 10 M       |
| 30   | Johnny Claes            | Connaught    | 2:28,2 | 10 L       |

### Rennen
| Pos. | Fahrer                  | Konstrukteur | Runden | Zeit        | Start | Schnellste Runde |
| ---- | ----------------------- | ------------ | ------ | ----------- | ----- | ---------------- |
| 01   | Juan Manuel Fangio      | Maserati     | 80     | 2:49:45,9   | 02    | 2:04,5 (39.)     |
| 02   | Giuseppe Farina         | Ferrari      | 80     | + 1,4       | 03    |                  |
| 03   | Luigi Villoresi         | Ferrari      | 79     | + 1 Runde   | 05    |                  |
| 04   | Mike Hawthorn           | Ferrari      | 79     | + 1 Runde   | 06    |                  |
| 05   | Maurice Trintignant     | Gordini      | 79     | + 1 Runde   | 08    |                  |
| 06   | Roberto Mieres          | Gordini      | 77     | + 3 Runden  | 16    |                  |
| 07   | Sergio Mantovani        | Maserati     | 38     | + 4 Runden  | 12    |                  |
| 07   | Luigi Musso             | Maserati     | 38     | + 4 Runden  | 12    |                  |
| 08   | Umberto Maglioli        | Ferrari      | 76     | + 4 Runden  | 11    |                  |
| 09   | Harry Schell            | Gordini      | 75     | + 5 Runden  | 15    |                  |
| 10   | Louis Chiron            | OSCA         | 72     | + 8 Runden  | 25    |                  |
| 11   | Prinz Bira              | Maserati     | 72     | + 8 Runden  | 23    |                  |
| 12   | Alan Brown              | Cooper       | 70     | + 10 Runden | 24    |                  |
| 13   | Stirling Moss           | Cooper       | 70     | + 10 Runden | 10    |                  |
| 14   | Hans Stuck              | A.F.M.       | 67     | + 13 Runden | 29    |                  |
| 15   | Yves Giraud-Cabantous   | H.W.M.       | 67     | + 13 Runden | 28    |                  |
| 16   | Louis Rosier            | Ferrari      | 65     | + 15 Runden | 17    |                  |
| –    | Alberto Ascari          | Ferrari      | 79     | DNF         | 01    |                  |
| –    | Felice Bonetto          | Maserati     | 77     | DNF         | 07    |                  |
| –    | Onofre Marimón          | Maserati     | 75     | DNF         | 04    |                  |
| –    | Emmanuel de Graffenried | Maserati     | 70     | DNF         | 09    |                  |
| –    | Jack Fairman            | Connaught    | 61     | DNF         | 22    |                  |
| –    | Ken Wharton             | Cooper       | 57     | DNF         | 19    |                  |
| –    | Kenneth McAlpine        | Connaught    | 56     | DNF         | 18    |                  |
| –    | Piero Carini            | Ferrari      | 40     | DNF         | 20    |                  |
| –    | Roy Salvadori           | Connaught    | 33     | DNF         | 14    |                  |
| –    | Francisco Landi         | Maserati     | 18     | DNF         | 21    |                  |
| –    | Élie Bayol              | OSCA         | 17     | DNF         | 13    |                  |
| –    | John Fitch              | H.W.M.       | 14     | DNF         | 26    |                  |
| –    | Johnny Claes            | Connaught    | 7      | DNF         | 30    |                  |
| –    | Lance Macklin           | H.W.M.       | 5      | DNF         | 27    |                  |

## WM-Stand nach dem Rennen
Die ersten fünf bekamen 8, 6, 4, 3 bzw. 2 Punkte; einen Punkt gab es für die schnellste Runde. Es zählten nur die vier besten Ergebnisse aus acht Rennen. Zahlen in Klammern sind Streichresultate.

### Fahrerwertung
| Pos. | Fahrer                  | Konstrukteur         | Punkte      |
| ---- | ----------------------- | -------------------- | ----------- |
| 01   | Alberto Ascari          | Ferrari              | 34,5 (46,5) |
| 02   | Juan Manuel Fangio      | Maserati             | 28 (29,5)   |
| 03   | Giuseppe Farina         | Ferrari              | 26 (32)     |
| 04   | Mike Hawthorn           | Ferrari              | 19 (27)     |
| 05   | José Froilán González   | Maserati             | 13,5 (14,5) |
| 06   | Luigi Villoresi         | Ferrari              | 17          |
| 07   | Bill Vukovich           | Kurtis Kraft         | 9           |
| 08   | Emmanuel de Graffenried | Maserati             | 7           |
| 09   | Felice Bonetto          | Maserati             | 6,5         |
| 10   | Art Cross               | Kurtis Kraft         | 6           |
| 11   | Onofre Marimón          | Maserati             | 4           |
| 12   | Maurice Trintignant     | Gordini              | 4           |
| 13   | Oscar Gálvez            | Maserati             | 2           |
| 14   | Sam Hanks               | Kurtis Kraft         | 2           |
| 15   | Duane Carter            | Kurtis Kraft         | 2           |
| 16   | Jack McGrath            | Kurtis Kraft         | 2           |
| 17   | Hermann Lang            | Maserati             | 1,5         |
| 18   | Fred Agabashian         | Kurtis Kraft         | 1,5         |
| 19   | Paul Russo              | Kurtis Kraft         | 1,5         |
| 20   | Jean Behra              | Gordini              | 0           |
| 21   | Louis Rosier            | Ferrari              | 0           |
| 22   | Harry Schell            | Gordini              | 0           |
| 23   | John Barber             | Cooper               | 0           |
| 24   | Peter Collins           | H.W.M.               | 0           |
| 25   | Prinz Bira              | Connaught / Maserati | 0           |
| 26   | Stirling Moss           | Cooper / Connaught   | 0           |
| 27   | Alan Brown              | Cooper               | 0           |
| 28   | Ken Wharton             | Cooper               | 0           |
| 29   | Jacques Swaters         | Ferrari              | 0           |
| 30   | Fred Wacker             | Gordini              | 0           |
| 31   | Frederic Roberts-Gerard | Cooper               | 0           |
| 32   | Johnny Claes            | Connaught / Maserati | 0           |
| 33   | Hans Herrmann           | Veritas              | 0           |
| 34   | Peter Whitehead         | Cooper               | 0           |
| 35   | Paul Frère              | H.W.M.               | 0           |
| 36   | André Pilette           | Connaught            | 0           |
| 37   | Yves Giraud-Cabantous   | H.W.M.               | 0           |
| 38   | Louis Chiron            | OSCA                 | 0           |
| 39   | Rodney Nuckey           | Cooper               | 0           |

| Pos. | Fahrer                  | Konstrukteur       | Punkte |
| ---- | ----------------------- | ------------------ | ------ |
| 40   | Roberto Mieres          | Gordini            | 0      |
| 41   | Theo Helfrich           | Veritas            | 0      |
| 42   | Kenneth McAlpine        | Connaught          | 0      |
| 42   | Sergio Mantovani        | Maserati           | 0      |
| 43   | Rudolf Krause           | BMW                | 0      |
| 44   | Umberto Maglioli        | Ferrari            | 0      |
| 45   | Ernst Klodwig           | BMW                | 0      |
| 46   | Wolfgang Seidel         | Veritas            | 0      |
| 47   | Max de Terra            | Ferrari            | 0      |
| 48   | Albert Scherrer         | H.W.M.             | 0      |
| 49   | Hans Stuck              | A.F.M.             | 0      |
| –    | Robert Manzon           | Gordini            | 0      |
| –    | Carlos Menditéguy       | Gordini            | 0      |
| –    | Adolfo Schwelm-Cruz     | Cooper             | 0      |
| –    | Pablo Birger            | Simca-Gordini      | 0      |
| –    | Roy Salvadori           | Connaught          | 0      |
| –    | Lance Macklin           | H.W.M.             | 0      |
| –    | Georges Berger          | Simca-Gordini      | 0      |
| –    | Arthur Legat            | Veritas            | 0      |
| –    | Élie Bayol              | OSCA               | 0      |
| –    | Jimmy Stewart           | Cooper             | 0      |
| –    | Tony Rolt               | Connaught          | 0      |
| –    | Jack Fairman            | H.W.M. / Connaught | 0      |
| –    | Ian Stewart             | Connaught          | 0      |
| –    | Duncan Hamilton         | H.W.M.             | 0      |
| –    | Frederic Roberts-Gerard | Cooper             | 0      |
| –    | Anthony Crook           | Cooper             | 0      |
| –    | Edgar Barth             | E.M.W.             | 0      |
| –    | Oswald Karch            | Veritas            | 0      |
| –    | Willi Heeks             | Veritas            | 0      |
| –    | Theo Fitzau             | A.F.M.             | 0      |
| –    | Kurt Adolff             | Ferrari            | 0      |
| –    | Günther Bechem          | A.F.M.             | 0      |
| –    | Erwin Bauer             | Veritas            | 0      |
| –    | Ernst Loof              | Veritas            | 0      |
| –    | Francisco Landi         | Maserati           | 0      |
| –    | Peter Hirt              | Ferrari            | 0      |
| –    | Piero Carini            | Ferrari            | 0      |
| –    | John Fitch              | H.W.M.             | 0      |